# Список эпизодов телесериала «Древние пришельцы»
Список сезонов и входящих в них эпизодов телесериала «Древние пришельцы» приведён в соответствие с данными официального сайта телеканала.

## Обзор сезонов
| Сезон | Сезон | Эпизоды | Оригинальная дата показа | Оригинальная дата показа |
| Сезон | Сезон | Эпизоды | Премьера сезона          | Финал сезона             |
| ----- | ----- | ------- | ------------------------ | ------------------------ |
|       | Пилот | 1       | 8 марта 2009             | 8 марта 2009             |
|       | 1     | 5       | 20 апреля 2010           | 25 мая 2010              |
|       | 2     | 10      | 28 октября 2010          | 30 декабря 2010          |
|       | 3     | 16      | 28 июля 2011             | 23 ноября 2011           |
|       | 4     | 10      | 17 февраля 2012          | 4 мая 2012               |
|       | 5     | 12      | 21 декабря 2012          | 19 апреля 2013           |
|       | 6     | 11      | 30 сентября 2013         | 13 декабря 2013          |
|       | 7     | 8       | 24 января 2014           | 14 марта 2014            |
|       | 8     | 9       | 13 июня 2014             | 22 августа 2014          |
|       | 9     | 12      | 31 октября 2014          | 1 мая 2015               |
|       | 10    | 10      | 24 июля 2015             | 9 октября 2015           |
|       | 11    | 15      | 6 мая 2016               | 2 сентября 2016          |
|       | 12    | 16      | 28 апреля 2017           | 15 сентября 2017         |
|       | 13    | 15      | 28 апреля 2018           | 7 января 2019            |
|       | 14    | 22      | 31 мая 2019              | 29 ноября 2019           |
|       | 15    | 12      | 24 января 2020           | 18 апреля 2020           |
|       | 16    | 10      | 13 ноября 2020           | 12 марта 2021            |
|       | 17    | 7       | 6 августа 2021           | 8 октября 2021           |
|       | 18    | 20      | 7 января 2022            | 16 сентября 2022         |
|       | 19    | 10      | 6 января 2023            | 17 марта 2023            |

## Список серий

### Пилот (2009)
| № | Название                                                        | Дата премьеры |
| --- | --------------------------------------------------------------- | ------------- |
| Пилот | «Колесницы, боги и потусторонний мир» «Chariots, Gods & Beyond» | 8 марта 2009  |
| В пилотной серии представлены идеи Эриха фон Дэникена о том, что древних людей в прошлом посещали некие развитые существа из других миров и дали им знания о Солнечной системе, технике, математике и стали основой их религии и культуры и что всё это, по его мнению, засвидетельствовано в древних постройках, рисунках, легендах и других "неуместных артефактах" (линии Наска, Пирамиды Гизы, статуи Моаи на острове Пасхи и др.). |                                                                 |               |

### Сезон 1 (2010)
| № общий | № в сезоне | Название                               | Дата премьеры  |
| --- | ---------- | -------------------------------------- | -------------- |
| 1 | 1          | «Доказательства» «The Evidence»        | 20 апреля 2010 |
| В эпизоде авторы высказывают предположения, что пришельцы вступили в контакт с первобытными людьми и в качестве доказательства приводят: индийские тексты на санскрите, предположительно описывающие летательные аппараты - виманы; египетские мегалиты, высокая точность резки которых считается слишком передовой технологией для того времени и Книгу Зогар, которая по мнению авторов описывает работу «машины манны небесной», похожую на современный процесс производства водорослей хлореллы.                                                                          |            |                                        |                |
| 2 | 2          | «Посетители» «The Visitors»            | 27 апреля 2010 |
| В эпизоде авторы высказывают предположения, что пришельцы посещали древних людей в разных частях земного шара и приводят в качестве доказательства утверждения, что люди племени Догоны получили знания о космосе от «богов со звёзд»; индейцы хопи и зуни почитают Качина (или «богов с небес»), которые символически изображаются в виде головного убора, напоминающего по их мнению современный шлем, а также описание о том, что китайский император Хуан-ди прилетел на Землю на жёлтом драконе, который, возможно, являлся метафорой для описания космического корабля. |            |                                        |                |
| 3 | 3          | «Миссия» «The Mission»                 | 4 мая 2010     |
| В эпизоде авторы высказывают предположения, что у инопланетян есть миссия или план в отношении Земли и человечества и приводят в качестве доказательств: шумерские таблички, будто бы описывающие ануннаков - расу существ, пришедшую на Землю с целью добычи золота; случаи увечья домашнего скота; километровую «полосу дыр» около Писко в Перу; египетские иероглифы, изображающие по мнению авторов гибридных существ, а также хрустальные черепа и круги на полях, якобы содержащие сообщения от пришельцев.                                                             |            |                                        |                |
| 4 | 4          | «Близкие контакты» «Closer Encounters» | 18 мая 2010    |
| В эпизоде авторы высказывают предположения, что встречи с пришельцами были задокументированы в различных исторических текстах и приводят в качестве доказательств: книгу XIII века Otia Imperialia, описывающую инцидент в Бристоле, приписываемый современными уфологами к появлению НЛО; записи журнала Христофора Колумба в которых описываются огни в небе; рассказы о появлении сигарообразного объекта, который будто бы видели в Европе во время пандемии чумы, а также средневековое искусство, изображающее дискообразные объекты в небе.                            |            |                                        |                |
| 5 | 5          | «Возвращение» «The Return»             | 25 мая 2010    |
| В эпизоде авторы высказывают предположения, что пришельцы контактировали с человечеством недавно, в XX веке, и приводят в качестве доказательств инцидент в Лос-Анджелесе и Розуэлльский инцидент. В эпизоде также рассматривается современный проект SETI и рассуждается о том, что произойдёт, если пришельцы ответят, какие протоколы существуют для определения того, кто будет выступать от имени всего человечества и каким образом мы будем общаться. |            |                                        |                |

### Сезон 2 (2010)
| № общий | № в сезоне | Название                                               | Дата премьеры   |
| --- | ---------- | ------------------------------------------------------ | --------------- |
| 6 | 1          | «Таинственные места» «Mysterious Places»               | 28 октября 2010 |
| В эпизоде рассматриваются различные уголки Земли, в которых по мнению уфологов наиболее часто проявляется активность НЛО: Бермудский треугольник, «Зона молчания Мапими» — территория в Мексике, где нарушается передача радиосигналов; похожий на портал вырез в скале в Пуерта де Хайу Марка (Перу) и скалы необычной формы на плато Маркаваси. |            |                                                        |                 |
| 7 | 2          | «Боги и пришельцы» «Gods and Aliens»                   | 4 ноября 2010   |
| В эпизоде рассматриваются легенды о могущественных богах и страшных монстрах, которые, как утверждается, имеют сходство с легендами из других культур, разделённых огромными расстояниями. Также делается вывод, что эти легенды могут быть свидетельствами очевидцев посещения Земли пришельцами. Помимо этого обсуждаются мифы о богах, контактирующих с людьми и передающих им мудрость и технологии, а также оплодотворяющие женщин с целью рождения полубогов.                                       |            |                                                        |                 |
| 8 | 3          | «Подводные миры» «Underwater Worlds»                   | 11 ноября 2010  |
| В этом эпизоде авторы предполагают, что различные подводные сооружения и руины, найденные по всему земному шару, вероятно, использовались пришельцами: руины под озером Титикака в Перу, «Дорога Бимини» у Багамских островов, геометрические структуры Йонагуни у берегов Японии и руины затонувшего города в заливе Хамбхат у берегов Индии. В эпизоде также рассматриваются древние индийские тексты, в которых описываются другие, ещё не открытые, затонувшие города.                                |            |                                                        |                 |
| 9 | 4          | «Подземные пришельцы» «Underground Aliens»             | 18 ноября 2010  |
| В эпизоде рассматривается идея о том, что различные подземные места на Земле, возможно, связаны с пришельцами: потерянная пещера в Эквадоре будто бы имела металлические таблички, содержащие инопланетные знания; подземный город Деринкую в Турции; легенды индейцев Америки о подземных существах и слухи о тайной американской военной базе, предположительно построенной рядом с пришельцами внутри Archuleta Меса около административного образования Дульсе в Нью-Мексико.                         |            |                                                        |                 |
| 10 | 5          | «Пришельцы и Третий рейх» «Aliens and the Third Reich» | 25 ноября 2010  |
| В эпизоде авторы рассматривают идею о том, что нацистская Германия экспериментировал с передовыми технологиями и построил летательные аппараты (к примеру, диск Белонце и Die Glocke), а также слухи, что некоторые из этих технологий попали к США и помогли в быстром прогрессе космической программы "Аполлон". |            |                                                        |                 |
| 11 | 6          | «Инопланетные технологии» «Alien Tech»                 | 2 декабря 2010  |
| В эпизоде авторы высказывают предположения, что некоторые передовые военные технологии, разрабатываемые в настоящее время (к примеру, лазерное и акустическое оружие), являются воссозданными технологиями, использовавшимися высокоразвитыми существами в прошлом. Также обсуждаются теории о том, что пришельцы предоставляли устройства управления гравитацией, чтобы помочь человеку построить колоссальные каменные сооружения по всему миру.                                                        |            |                                                        |                 |
| 12 | 7          | «Ангелы и пришельцы» «Angels and Aliens»               | 9 декабря 2010  |
| В эпизоде рассматриваются различные истории посещения людей ангелами, и сторонники теории палеоконтакта считают эти встречи скорее контактами с пришельцами, чем божественным появлением, и предполагают, что они не сверхъестественные существа, а гости с далёких планет. |            |                                                        |                 |
| 13 | 8          | «Необъяснимые сооружения» «Unexplained Structures»     | 16 декабря 2010 |
| В эпизоде авторы высказывают предположение, что различные сооружения по всему миру (Гёбекли-Тепе в Турции, инкские руины Саксайуаман в Перу, карнакские камни во Франции, а также Зорац-Карер в Армении) демонстрируют технику строительства и представление о математике, которые, по общепринятому мнению, не были известны в те времена, и эти знания были получены древними людьми от пришельцев. |            |                                                        |                 |
| 14 | 9          | «Разрушения инопланетян» «Alien Devastations»          | 23 декабря 2010 |
| В эпизоде авторы высказывают предположение, что пришельцы, возможно, вызывали различные бедствия, как описывается в Библии и других текстах, либо же пытались предупредить человека о их наступлении (Ной в мифе о Всемирном потопе). Также предполагается, что некоторые катастрофы спровоцировали изменения в человеческом развитии и наш технологический прыжок за столетия был осуществлён с помощью пришельцев.                                                                                      |            |                                                        |                 |
| 15 | 10         | «Контакты с пришельцами» «Alien Contacts»              | 30 декабря 2010 |
| В эпизоде авторы высказывают предположение, что пришельцы, возможно, контактировали с различными людьми на протяжении всей истории (к примеру с Моисеем и Жанной д'Арк), чтобы помочь направить и вдохновить их на свершение великих дел; либо передать важные сообщения для человечества, к примеру предполагаемое бинарное сообщение, переданное контактёру при Рендлшемском инциденте в 1980 году, которое рассматривается уфологами в качестве координат мифического острова, называемого Хай-Бразил. |            |                                                        |                 |

### Сезон 3 (2011)
| № общий | № в сезоне | Название                                                            | Дата премьеры    |
| --- | ---------- | ------------------------------------------------------------------- | ---------------- |
| 16 | 1          | «Пришельцы и Дикий Запад» «Aliens and the Old West»                 | 28 июля 2011     |
| В эпизоде рассматриваются различные легенды Дикого Запада в которых, возможно, описываются контакты с пришельцами: инцидент с крушением НЛО в городе Аврора в 1897 году после которого, по сообщениям местных жителей, было найдено и похоронено тело пилота-пришельца; индейские легенды о Змеином кургане в штате Огайо; сообщения о Громовой Птице, периодически появляющейся из озера Элизабет в Калифорнии и история фермера, стрелявшего в „металлических птиц“ у города Томбстоун в Аризоне. |            |                                                                     |                  |
| 17 | 2          | «Пришельцы и монстры» «Aliens and Monsters»                         | 4 августа 2011   |
| В эпизоде рассматривается современная генная инженерия, технологии клонирования и гибридизации, и высказывается мнение, что подобные технологии могли использоваться древними пришельцами для воздействия на человечество и окружающую среду. Кроме того рассуждается о том, что создание мифов о существах (Химера и Лернейская гидра) и гуманоидах (Минотавр и Горгона Медуза), возможно, были вызваны контактами с реальными существами, созданными в генных экспериментах пришельцев. |            |                                                                     |                  |
| 18 | 3          | «Пришельцы и священные места» «Aliens and Sacred Places»            | 11 августа 2011  |
| В эпизоде авторы высказывают предположение, что некоторые из самых священных мест человечества были точками контакта с пришельцами. В качестве примеров приводятся: Храмовая гора и Купол Скалы в Иерусалиме; камень Кааба в Мекке; храмово-монастырский пещерный комплекс Аджанта в Индии; вырезанные из скалы церкви Лалибэлы в Эфиопии и древний город Баальбек в Ливане, будто бы построенный с «посадочной площадкой» из монолитной скалы. |            |                                                                     |                  |
| 19 | 4          | «Пришельцы и золотые храмы» «Aliens and Temples of Gold»            | 18 августа 2011  |
| В эпизоде утверждается, что пришельцы прибыли на Землю добывать золото и рассматриваются: легенды о золотых городах (Эльдорадо и Пайтити); озеро Пурай в Перу, где наблюдения НЛО могут быть как-то связаны с золотом под озером; устройство для создания золота — Философский камень; Зал Свидетельств под Сфинксом в Гизе (предположительно являющийся хранилищем древних знаний); средневековая церковь во французской деревне Ренн-ле-Шато, возможно хранящая секреты алхимии и Рослинская капелла в Шотландии, где столп в виде спирали (возможно изображающий ДНК) может указать на Святой Грааль. |            |                                                                     |                  |
| 20 | 5          | «Пришельцы и таинственные ритуалы» «Aliens and Mysterious Rituals»  | 25 августа 2011  |
| В эпизоде предполагается, что различные древние места и ритуалы совершаемые там не восхваляли мифических богов, а воспроизводили контакт и связь с инопланетными существами. В качестве примеров приводятся: майяское храмовое сооружение Пирамида Кукулькана; кельтский праздник Белтейн; церемонии бразильского племени кайяпо с участием членов племени, одетых в одежду, напоминающую скафандр; средневековые церемонии коронации и символические значения трона (корона и скипетр) в качестве устройств связи с небесами; песнопения и молитвы американских индейцев и шаманов, а также ритуальные значения католической мессы. |            |                                                                     |                  |
| 21 | 6          | «Пришельцы и древние инженеры» «Aliens and Ancient Engineers»       | 1 сентября 2011  |
| В эпизоде предполагается, что некоторые древние постройки были построены с помощью пришельцев. В качестве примеров приводятся: руины Ольянтайтамбо в Перу (считается, что город инков был построен на вершине намного более старшей и укреплённой крепости); пирамиды Теотиуакана в Мексике (с использованием защиты от тепла и излучения в виде слюды); храмы Виджаянагара в Индии (предлагается, что они были построены с целью подключения к космической энергии); храмы Карнак в Египте (демонстрируют недоступную для примитивных ручных инструментов симметричность и точность), а также древние руины на Мальте (в них, возможно, включены акустические энергетические технологии). |            |                                                                     |                  |
| 22 | 7          | «Пришельцы, чума и эпидемии» «Aliens, Plagues and Epidemics»        | 8 сентября 2011  |
| В эпизоде авторы предполагают, что некоторые эпидемии и болезни были вызваны возбудителями внеземного происхождения. В качестве примеров приводятся: внезапные пандемии (испанский грипп, эпидемия в Афинах, Юстинианова чума и Чёрная смерть), сопровождавшиеся сообщениями о необычных небесных явлениях, а также появлениях странных существ и объектов в небе; древние резные фигуры, одетые в будто бы защитный костюм; необъяснимые болезни, возникшие после падения метеоров; эксперименты НАСА с бактериями и экстремофилами, способными выжить в экстремальных условиях космоса, а также недавнее появление необычного заболевания "болезнь Моргеллонов". |            |                                                                     |                  |
| 23 | 8          | «Пришельцы и затерянные миры» «Aliens and Lost Worlds»              | 15 сентября 2011 |
| В эпизоде высказывается предположение, что различные цивилизации прошлого управлялись инопланетными существами и в качестве доказательств рассматриваются: резьба в городе майя Копан, предположительно изображающая царей, одетых в скафандры; греческий и персидский храмы Немрут-Даг в Турции, построенные царём Антиохом I Теосом и который, как некоторые считают, владел продвинутыми знаниями в астрономии и доступом к «магической» технологии; цивилизация Наска в Перу, которые вытягивали свои черепа, чтобы, возможно, имитировать существ с которыми они столкнулись; статуи Моаи на острове Пасхи, возведённые, возможно, с использованием антигравитационных технологий, а также Эдем, который, возможно, был лабораторией пришельцев по созданию человечества.                                       |            |                                                                     |                  |
| 24 | 9          | «Пришельцы и смертоносное оружие» «Aliens and Deadly Weapons»       | 22 сентября 2011 |
| В эпизоде высказывается предположение, что развитие различных видов оружия на протяжении всей истории велось под контролем пришельцев. В качестве доказательств рассматриваются: древние легенды, повествующие об огне и секретах металлообработки, как подарке богов; рассказы о божественном оружии (например, экскалибур), возможно получающим энергию от инопланетного источника; тайна греческого огня - подарка от ангелов византийцам; разработка сложного химического состава пороха древними китайцами; индуистские писания Махабхарата, описывающие оружие, напоминающее управляемые ракеты, лучевое оружие и ядерные устройства, используемые богами, а также сказания о Ангкор-Ват, который обладал пылающим мечом, напоминающим научно-фантастический световой меч.                                     |            |                                                                     |                  |
| 25 | 10         | «Пришельцы и гиблые места» «Aliens and Evil Places»                 | 28 сентября 2011 |
| В эпизоде рассматриваются различные места на Земле, связанные с бедой и смертью, и рассуждается о том, что они могут иметь инопланетные связи, к примеру, являться свалкой для опасных отходов пришельцев или содержать порталы в другие миры. В качестве примеров показаны: японский «Лес самоубийц» Аокигахара у горы Фудзияма, где множество людей покончили жизнь самоубийством; российская «Гора мертвецов», где в 1959 году по неустановленной причине погибли девять туристов; национальный парк Чёрная гора (Калкаджака) в Австралии, где таинственно исчезали люди и «Долина смерти» в Якутии, где необъяснимые смерти и болезни связывают с возможной подземной базой пришельцев. |            |                                                                     |                  |
| 26 | 11         | «Пришельцы и отцы-основатели США» «Aliens and The Founding Fathers» | 5 октября 2011   |
| В эпизоде предполагается, что некоторая философия и будто бы секретная символика, окружающие основание Соединённых Штатов, имеют связь с пришельцами. В качестве примеров рассматриваются: произведение Бенджамина Франклина о «множественности миров»; рассказы о том, что Джорджа Вашингтона посещали пришельцы в Долине Форж; доклад Томаса Джефферсона о наблюдении НЛО; интерес масонства к древним культурам и астрономии, а также возможное влияние этого на архитектуру и планировку Вашингтона. |            |                                                                     |                  |
| 27 | 12         | «Пришельцы и смертоносные культы» «Aliens and Deadly Cults»         | 12 октября 2011  |
| В эпизоде рассматриваются различные культы по всему миру, совершавшие ужасные деяния и высказываются предположения, что некоторые, возможно, осуществлялись под влиянием пришельцев со зловещими планами. В качестве примеров приводятся: группы, которые утверждали, что получали сообщения от инопланетян (суицидальные Врата рая и Орден Солнечного Храма); Движение за возрождение десяти заповедей Бога, лидер которого убил 750 последователей; человеческие жертвоприношения Адольфо Констанцо, который требовал поклонения «богу-обманщику» Эшу; культ убийств Туги в Индии; христианские секты самоубийц циркумцеллионы; ацтекские ритуалы человеческих жертвоприношений, а также теория о том, что люди были выведены путём генетических манипуляций, чтобы поклоняться инопланетным существам, как богам. |            |                                                                     |                  |
| 28 | 13         | «Пришельцы и тайный код» «Aliens and the Secret Code»               | 19 октября 2011  |
| В эпизоде авторами высказываются предположения, что различные мегалитические сооружения по всей Земле, построены на «мировой сети» электромагнитной энергии, и что эта сила, возможно, использовалась для путешествий и связи. Также предполагается, что в этих местах имеются скрытые сообщения, которые показывают, что они связаны друг с другом. В качестве примеров показаны: Теотиуакан и остров Пасхи (места, разделённые 2000 милями океана, но имеющие сходную архитектуру); Пирамиды в Гизе, Торнборо-Хенджиз и древние города хопи (все три напоминают созвездие Орион); выравнивание по прямой линии Датских круговых замков, Дельфы и Гизы, а также резьба по камню в Гаврини (3500 до н.э.) с точным расчётом окружности Земли и числа Пи.                                                             |            |                                                                     |                  |
| 29 | 14         | «Пришельцы и нежить» «Aliens and the Undead»                        | 26 октября 2011  |
| В эпизоде обсуждается возможность жизни после смерти, верования, связанные с этим в различных культурах и поднимается вопрос о том, могут ли определённые ритуалы относиться к древним пришельцем. |            |                                                                     |                  |
| 30 | 15         | «Пришельцы, боги и герои» «Aliens, Gods and Heroes»                 | 16 ноября 2011   |
| В эпизоде рассматриваются различные легенды о богах и героях, и высказывается предположение, что существование таких существ не только возможно, но и то, что они были существами внеземного происхождения. |            |                                                                     |                  |
| 31 | 16         | «Пришельцы и сотворение человека» «Aliens and the Creation of Man»  | 23 ноября 2011   |
| В эпизоде авторы задаются вопросом, почему люди так сильно отличаются от других форм жизни на Земле, и высказывают предположение, что прогресс в эволюции человека был работой инопланетных существ. |            |                                                                     |                  |

### Сезон 4 (2012)
| № общий | № в сезоне | Название                                                                | Дата премьеры   |
| --- | ---------- | ----------------------------------------------------------------------- | --------------- |
| 32 | 1          | «Тайный замысел Майя» «The Mayan Conspiracy»                            | 17 февраля 2012 |
| В эпизоде высказывается предположение, что древним майя пришельцы передали знания по математике и астрономии. В качестве подтверждения приводятся: передовые инженерные города, несмотря на использование металлических инструментов и колеса; знание небесных явлений (сдвиг полюсов) за тысячи лет до зарождения культуры, а также сложная система письменности, которую понимали только правители и жрецы. Также приводятся артефакты: крышка саркофага короля Паленке Пакаля, который, будто бы пилотировал ракетный корабль и пернатый змей - бог Кукулькан, возможно, изображаемый во всем мире в виде Наги и китайского дракона.                                                        |            |                                                                         |                 |
| 33 | 2          | «Пророчества о конце света» «The Doomsday Prophecies»                   | 17 февраля 2012 |
| В эпизоде рассматривается цивилизация майя и их передовые знания математики и времени, а также обсуждаются теории почему майя начали 5125-летний календарь с 3114 г. до н.э. (за 3000 лет до начала их цивилизации) и что может произойти после его окончания 21 декабря 2012 года. Помимо этого обсуждаются: артефакты Монумент 6 из Тортугеро и кирпич из Комалькалько, по которым делается вывод о возможном возвращении звёздного бога Болон Йокте; мифы о сотворении мира из книги Пополь-Вух; манускрипты Чилам Балам; памятники Тикаля (которые по мнению авторов были построены для имитации скопления Плеяды), а также город Чичен-Ица, посвящённый возвращению бога майя Кукулькана. |            |                                                                         |                 |
| 34 | 3          | «Серые» «The Greys»                                                     | 24 февраля 2012 |
| В эпизоде авторы обсуждают так называемых "Серых" - предполагаемых инопланетных существ с бледной кожей, большими круглыми головами и большими чёрными глазами и связывают их с похищениями людей, а также инцидентами с НЛО (Розуэлльский инцидент). Также рассуждается на тему того, что "Серые", возможно, контактировали с человеческими культурами (например, индейцами хопи и шумерами) в далёком прошлом, и эти события сохранились в различных древних писаниях, скульптурах и наскальных рисунках. |            |                                                                         |                 |
| 35 | 4          | «Пришельцы и глобальные стихийные бедствия» «Aliens and Mega-Disasters» | 2 марта 2012    |
| В эпизоде рассматриваются различные свидетельства о древних цивилизациях, разрушенных в результате стихийных бедствий (вулканы, землетрясения, наводнения) и предполагается, что инопланетные существа, возможно, поспособствовали этим катастрофическим событиям. |            |                                                                         |                 |
| 36 | 5          | «Роль НАСА» «The NASA Connection»                                       | 9 марта 2012    |
| В эпизоде авторы разбираются в различных докладах бывших учёных и астронавтов NASA, а также классифицируют правительственные материалы, которые будто бы предполагают инопланетные контакты в прошлом и настоящем. |            |                                                                         |                 |
| 37 | 6          | «Загадка Пума-Пунку» «The Mystery of Puma Punku»                        | 16 марта 2012   |
| В эпизоде исследуются 14000-летние руины Пума-Пунку в Боливии, где древней цивилизаций были построены сложные резные блоки, соединённые друг с другом. Как предполагается, это место было построено и населено не людьми, а высокоразвитыми пришельцами. |            |                                                                         |                 |
| 38 | 7          | «Пришельцы и Бигфут» «Aliens and Bigfoot»                               | 23 марта 2012   |
| В эпизоде рассматриваются легенды о снежном человеке - человеке-обезьяне, который будто бы населяет глухие леса по всему миру, и предполагается, что существо может иметь связь с пришельцами, которые, возможно, посетили Землю в древние времена. |            |                                                                         |                 |
| 39 | 8          | «Конспирация Да Винчи» «The Da Vinci Conspiracy»                        | 7 апреля 2012   |
| В эпизоде рассматриваются некоторые из картин, эскизов и дневников легендарного художника и инженера Леонардо да Винчи, и утверждается, что на создание некоторых работ его, возможно, вдохновили инопланетные технологии, с которыми он столкнулся. |            |                                                                         |                 |
| 40 | 9          | «Путешественники во времени» «The Time Travelers»                       | 28 апреля 2012  |
| В эпизоде предполагается, что некоторые пришельцы и НЛО могут быть существами из будущего Земли, путешествующие в машинах времени, и что эти же существа могли быть древними пришельцами в далёком прошлом. Рассматриваются слухи о нацистской машине времени «Die Glocke»; передовые космические знания культуры Анасази и их сходство с древними шумерами; истории путешествий во времени, описываемых в Библии и других древних текстах, а также научные эксперименты с пространством/временем, которые однажды могли бы открыть возможность для путешествия во времени. |            |                                                                         |                 |
| 41 | 10         | «Пришельцы и динозавры» «Aliens and Dinosaurs»                          | 4 мая 2012      |
| В эпизоде высказывается предположение, что люди и динозавры могли сосуществовать друг с другом в древние времена и многие культуры знали о доисторических животных задолго до исследований в палеонтологии. В качестве доказательств приводится резьба в Ангкор-Ват, которая предположительно изображает стегозавра; Камни Ики в Перу, изображающие взаимодействие человека и динозавров, а также окаменелости из Долины динозавров в Техасе, предположительно содержащие следы, как динозавра, так и человека. Кроме того, предлагается, что динозавры были уничтожены не астероидом, а пришельцами и поэтому люди смогли стать доминирующим видом на Земле.                                  |            |                                                                         |                 |

### Сезон 5 (2012–2013)
| № общий | № в сезоне | Название                                                | Дата премьеры   |
| --- | ---------- | ------------------------------------------------------- | --------------- |
| 42 | 1          | «Секреты пирамид» «Secrets of the Pyramids»             | 21 декабря 2012 |
| В течение тысяч лет пирамиды были крупнейшими объектами на Земле. Наиболее известные были построены в Египте и Центральной Америке, но также были найдены по всему миру и другие пирамиды, в том числе в Китае, Африке и Индонезии. Но для какой цели служили пирамиды? В этом эпизоде исследователи изучают странные сходства между всеми пирамидами, а также географические, стратегические и потусторонние связи между этими таинственными монументальными сооружениями.                                                  |            |                                                         |                 |
| 43 | 2          | «Инопланетяне и сокрытие фактов» «Aliens and Cover-Ups» | 28 декабря 2012 |
| В Великобритании в 1980 году трое молодых военнослужащих были отправлены в лес расследовать странные огни. По их словам они столкнулись с кораблём неизвестного происхождения и когда один из военнослужащих коснулся его, то телепатически получил длинную последовательность в двоичном коде, которую позже записал и расшифровал. Военное руководство приказало им никогда не говорить об этом инциденте. Почему такие встречи с НЛО продолжают храниться в тайне, и что могли бы они рассказать о нашем древнем прошлом? |            |                                                         |                 |
| 44 | 3          | «Электростанции инопланетян» «Alien Power Plants»       | 4 января 2013   |
| 45 | 4          | «Пункт назначения - Орион» «Destination Orion»          | 11 января 2013  |
| 46 | 5          | «Фактор Эйнштейна» «The Einstein Factor»                | 18 января 2013  |
| 47 | 6          | «Тайны гробниц» «Secrets of the Tombs»                  | 25 января 2013  |
| 48 | 7          | «Пророки и предсказания» «Prophets and Prophecies»      | 8 февраля 2013  |
| 49 | 8          | «Изучая линии Наски» «Beyond Nazca»                     | 15 февраля 2013 |
| 50 | 9          | «Странные похищения» «Strange Abductions»               | 22 февраля 2013 |
| 51 | 10         | «Наследие Фон Дэникена» «The Von Däniken Legacy»        | 5 апреля 2013   |
| 52 | 11         | «Боги викингов» «The Viking Gods»                       | 12 апреля 2013  |
| 53 | 12         | «Монолиты» «The Monoliths»                              | 19 апреля 2013  |

### Сезон 6 (2013)
| № общий | № в сезоне | Название                                                             | Дата премьеры    |
| --- | ---------- | -------------------------------------------------------------------- | ---------------- |
| 54 | 1          | «Тайна числа 3» «The Power of Three»                                 | 30 сентября 2013 |
| Благоговение перед числом три уходит на тысячи лет назад, и прежнему его можно найти в искусстве, архитектуре, науке, литературе и религии. Что же такого в этом числе, которое продолжает завораживать человечество? Может ли в нём содержаться какой-то более глубокий смысл? Древние египтяне верили, что конструкция из трёх пирамид Гизы пришла от богов. Различные культуры по всему миру поклонялись богоподобным существам, которые правили как всеведущие триады. Исаак Ньютон искал тайны Вселенной в старинной табличке, в который говорилось о силе числа три. Даже язык нашей ДНК написан в виде троек. Может ли сочетания всех этих трио и троиц, вкрапленных в мифический и религиозный мир показать, что сила числа три каким-то образом соединяет человечество с божественными или, как некоторые считают, с внеземными силами? |            |                                                                      |                  |
| 55 | 2          | «Хрустальные черепа» «The Crystal Skulls»                            | 7 октября 2013   |
| Светящиеся реликвии в форме человеческих черепов. Полагают, что внеземные артефакты откроют нам тайны Вселенной. Являются ли хрустальные черепа частью мистификации или же они обладают огромной, может быть даже потусторонней силой? Хрустальные черепа являются одними из самых спорных древних артефактов. Хотя по всему миру уже найдено более сотни хрустальных черепов, но, согласно легенде, есть только тринадцать, в которых хранится удивительная, мистическая сила. И секреты этой силы будут раскрыты, когда черепа соберутся вместе, чтобы сформировать взаимосвязанную сеть. Может ли так называемое «воссоединение черепов» пробудить священные знания богов? Знание, которое было скрыто от человечества на протяжении тысячелетий? И если да, то раскроют ли хрустальные черепа правду о нашем инопланетном прошлом, или предложат нам заглянуть в наше будущее? |            |                                                                      |                  |
| 56 | 3          | «Связь с Ануннаками» «The Anunnaki Connection»                       | 14 октября 2013  |
| Шумеры в древней Месопотамии были "первыми" в более 100 областях деятельности человеческой цивилизации. Достижения в письменности, сельском хозяйстве, науке, математике, медицине, астрономии, транспорте, строительстве, военной области, образовании и градостроительстве – всё это возникло в Шумере. Шумеры приписывали эти достижения ануннакам – гигантским, крылатым богам, которые встречаются только в древних клинописных текстах. Могут ли эти боги быть более чем легендой? Возможно ли, что наша цивилизация сделала неожиданно огромные шаги в развитии 5000 лет назад в результате присутствия ануннаков на Земле? Могли ли инопланетные существа в далёком прошлом подтолкнуть или даже генетически создать человеческую расу? Могут ли шумерские тексты, описывающие ануннаков быть доказательством этой спорной теории? И если да, то могли бы мы однажды воссоединиться с этими небесными посетителями?                                                                                             |            |                                                                      |                  |
| 57 | 4          | «Магия богов» «Magic of the Gods»                                    | 21 октября 2013  |
| Чудесные волшебники, таинственные колдуны и небесные существа, обладающие невероятной силой. На протяжении всей истории древнего мира, магия использовалась для всего – от исцеления до общения с богами. Но разве магия действительно существовала в древние времена? Не в виде театральной постановки, а как способ распространения силы богов? Могут ли древние сообщения о магии служить доказательством передовых, потусторонних знаний? Знаний, которые были даны первобытным людям, чтобы помочь им открыть собственный, "божественный" потенциал, как могли бы сказать некоторые люди. |            |                                                                      |                  |
| 58 | 5          | «Заговор Сатаны» «The Satan Conspiracy»                              | 28 октября 2013  |
| Он – злой дух, Князь Тьмы, правитель Ада. Сатана навевает ужасающие образы рогатого зверя, единственной целью которого является уничтожение человечества. Тем не менее, есть данные, что падший ангел, которого мы знаем как Сатана, может быть неправильно понят. Новые интерпретации древних текстов показывают, что Сатана, возможно, был инопланетянин, который был для человечества больше союзником, чем врагом. Он передал людям знания, в которые были посажены семена цивилизации. Может ли репутация Сатаны как олицетворение зла быть его наказанием за выведение древних людей из мрака и невежества? Если это так, то могут ли его злые деяния быть проявлением мести человеческим существам, которые оставили его? Или же дьявольские деяния, связанные с Сатаной, – это часть грандиозного плана? Ряд моральных проблем призван подготовить нас к нашей следующей, и, возможно, последней встрече? |            |                                                                      |                  |
| 59 | 6          | «Медицинские операции инопланетян» «Alien Operations»                | 1 ноября 2013    |
| Таинственные операции в исполнении ранних людей, странные существа с чудодейственной силой и сокрытие-уничтожение веками накопленных научных знаний. Являются ли последние достижения в медицине результатом многих лет исследований? Или медицинские знания действительно поступили к нам из внеземного источника? Доказательства того, что передовые медицинские процедуры практиковали в древнем мире были найдены повсюду – от резьбы на стенах храмов до реальных скелетных останков. Но кем были практики этой необычной науки? И откуда им пришли знания о человеческом теле? В легендах разных культур описываются схожие божественные, птицеподобные существа, которые принесли передовые медицинские знания человечеству тысячи лет назад. Кем или чем были эти древние хирурги? Возможно ли, что эти боги были инопланетными существами, которые пришли на Землю, чтобы научить людей, как лечить себя? |            |                                                                      |                  |
| 60 | 7          | «Императоры, короли и фараоны» «Emperors, Kings and Pharaohs»        | 8 ноября 2013    |
| Сильные монархи, властвовавшие по божественному праву. Многовековые династии, накапливающие огромные богатства. И легендарные лидеры, владеющие мощным оружием массового уничтожения. Возможно ли, что древние правители были, по сути, связаны с божественным или, как сказали бы некоторые, с внеземными силами? И, если да, то какова была их цель? Древним императорам, королям и фараонам часто приписывались потусторонние силы, способности и мудрость; многих из них даже считали богами те люди, которыми они управляли. Кем были эти незаурядные лидеры, и как некоторым из них удалось так много сделать в своё время? Сторонники теории палеоконтакта считают, что эти великие правители на протяжении всей истории были "выбраны" и направлялись инопланетянами. Возможно ли, что легендарные мировые лидеры имели общий генетический признак – так называемый "ген лидерства"? И мог ли этот ген быть не продуктом генетической эволюции, а унаследован человечеством от некоторого внеземного источника? |            |                                                                      |                  |
| 61 | 8          | «Таинственные реликвии» «Mysterious Relics»                          | 15 ноября 2013   |
| Священные кости,… золотые шлемы… и фрагменты священных предметов, которые, как полагают, обладают целебными свойствами. Во всем мире археологи обнаружили таинственные реликвии, почитаемые древними культурами на протяжении тысяч лет. К реликвиям, выставленным сейчас на обозрение в музеях, храмах и церквях, миллионы людей проделывают большой путь просто для того, чтобы побыть рядом с ними. Что такого в этих древних объектах, привлекающих людей к ним? Возможно ли, что истина о происхождении человечества может быть найдена в тканях, металлах, камнях и костях из нашего далёкого прошлого? И могут эти таинственные реликвии действительно предоставить нам доступ к божественным или потусторонним силам? |            |                                                                      |                  |
| 62 | 9          | «Инопланетяне и запретные острова» «Aliens and Forbidden Islands»    | 29 ноября 2013   |
| Легенды о потерянных и таинственных островах, высокоразвитых цивилизациях и райских уголках рассказывали моряки на протяжении всей человеческой истории. Возможно ли, что такие истории – это не просто плоды воображения творческих мореплавателей? Могут ли свидетельства нашего древнего инопланетного происхождения быть найдены, исследуя самые отдалённые острова мира – стратегические места, в которых инопланетяне, возможно, когда-то сделали свои земные дома и которые, возможно, посещают до сих пор? Неизвестные подводные объекты, движущиеся со скоростью молнии…, странные корабли, выныривающие из под воды вблизи удалённых островов вулканического происхождения… и таинственные мегалитические руины посреди океана. Возможно ли, что деятельность НЛО скрыта глубоко под водой и у побережья островов? Может ли это объяснить, почему на протяжении многих веков так много островов во всем мире имеют истории о необъяснимых наблюдениях объектов и над водой и дне морей?                       |            |                                                                      |                  |
| 63 | 10         | «Инопланетяне и Потерянный ковчег» «Aliens and the Lost Ark»         | 6 декабря 2013   |
| Ковчег Завета является одной из самых востребованных религиозных реликвий всех времён и представляет собой гораздо больше, нежели просто ящик, который содержал десять заповедей. Библейские рассказы, окружающие Ковчег, описывают устройство с божественной силой, которое было способно производить пищу, сносить каменные стены, убивать тех, кто вступал с ним в контакт, а также предоставлять непосредственную связь с Богом. Являются ли эти истории просто мифом? Или Ковчег Завета действительно обладает столь необычными способностями? Что случилось с этой невероятной реликвией? Возможно ли, что она до сих пор скрыта? Неужели мы уже близки к повторному открытию и активации Ковчега? И если да, то расскажет ли Ковчег Завета о давно существовавшей, потерянной связи с нашим внеземным прошлым? |            |                                                                      |                  |
| 64 | 11         | «Инопланетяне и таинственные горы» «Aliens and Mysterious Mountains» | 13 декабря 2013  |
| Во всех древних цивилизациях горы считались священным домом всемогущих богов. Почему так много различных культур разделяли верование в то, что горы связаны с существами из других миров? Греки считали их самыми могущественными богами, олимпийцы вели эпическую войну за контроль над областью вокруг горы Олимп. В Перу потомки Инков продолжили древнюю традицию паломничества, чтобы общаться с духами гор, известными как Апу. Могли ли эти боги были инопланетянами? Действительно ли они использовали отдалённые горные вершины, чтобы взаимодействовать с первобытными людьми? Может ли это объяснить, почему люди рисовали горы на протяжении тысяч лет? |            |                                                                      |                  |

### Сезон 7 (2014)
| № общий | № в сезоне | Название                                                       | Дата премьеры   |
| --- | ---------- | -------------------------------------------------------------- | --------------- |
| 65 | 1          | «Инопланетяне и Звёздные врата» «Aliens and Stargates»         | 24 января 2014  |
| Легенды всего мира рассказывают о священных порталах в страну богов. Воротах, которые позволили бы совершить мгновенный переход не только за пределы Земли, но и за пределы пространства и времени. Являются ли такие каналы, или Звёздные врата, всего лишь выдумками, или может быть этот вид межзвёздных путешествий существовал в древнем мире? В Турции исследователи обнаружили таинственные пещеры, заполненные токсичным газом, которые древние греки описывали как ворота в Ад. Инки считали, что их империя началась, когда божественные существа пришли через порталы в горах. В Северной Мексике легенды описывают, что странные существа из иных миров появляются и исчезают в отдалённых развалинах древней цивилизации. В то время, как наука продолжает свои поиски, чтобы создать технологию, которая позволила бы людям путешествовать к звёздам, возможно ли, что эти небесные пути уже существуют?                                                                                     |            |                                                                |                 |
| 66 | 2          | «Инопланетяне в Америке» «Aliens in America»                   | 31 января 2014  |
| Странные наскальные рисунки, датируемые 8000 г. до н.э. Необъяснимые наблюдения в Новом свете. И пугающая аномалия, преследующая жителей американского Запада. Есть ли что-то большее в прошлом Америки, чем можно найти в учебниках истории? Могут ли таинственные легенды и реликвии, найденные на территории США служить доказательством внеземных контактов в далёком прошлом? В 1909 году в газете «Феникс» сообщалось об открытии странной рукотворной пещеры, заполненной древними предметами и мумиями. Может ли существовать связь между таинственной пещерой и легендой предков американских индейцев под названием «Звездные Существа»? Странные огни и необъяснимые погодные аномалии были зафиксированы по всей колониальной Америке. Существуют ли доказательства того, что первые американские поселенцы имели близкие контакты с внеземными сущностями? Могут ли НЛО и сообщения об инопланетных контактах быть частью нерассказанных историй Америки?                                     |            |                                                                |                 |
| 67 | 3          | «Звёздные дети» «The Star Children»                            | 7 февраля 2014  |
| На всех континентах имеются рассказы о детях, которые выделяются своими уникальными способностям и передовыми знаниями. Знаниями, которые они не должны или не могли иметь. У древних греков, египтян и многих других народов существуют легенды об одаренных детях, которые являются потомками людей и богов. Могут ли эти истории быть больше, чем просто мифом? Возможно ли, что сегодня на Земле рождаются дети, которые получили доступ к чужеродной ДНК и, благодаря такому соединению, они наделены особыми дарами и силой, способной изменить общество? |            |                                                                |                 |
| 68 | 4          | «Сокровища богов» «Treasures of the Gods»                      | 15 февраля 2014 |
| Запечатанные хранилища, обладающие неизвестными и смертоносными проклятиями, таинственные реликвии, которые, как полагают, находятся под охраной из другого мира, и богатства настолько бесценные, что стоили людям их жизни. На каждом континенте есть истории о несметных сокровищах, которые были утрачены много веков назад. Возможно ли, что величайшие древние реликвии всего мира скрыты специально и защищены инопланетной охраной? |            |                                                                |                 |
| 69 | 5          | «Инопланетяне и "Красная планета"» «Aliens and the Red Planet» | 21 февраля 2014 |
| На всем протяжении человеческой истории планета Марс захватывает наше воображение. Древние египетские астрономы были первыми, кто отметили красную планету на звёздной карте, известной как Сененмут. Учёные полагают, что Марс сыграл важную роль в астрологии Майя, описанной в Дрезденском Кодексе. В современным переводе шумерских и вавилонских мифов о происхождении человека описывается катастрофическое событие, произошедшее на Марсе. Чем определяется наше увлечение Марсом – просто его ярко-красным цветом и положением в ночном небе? Или, возможно, мы имеем более глубокую внеземную связь? В течение почти 40 лет зонды передают учёным здесь, на Земле, информацию о Марсе. Фотографии загадочной планеты позволили выявить горные образования, известные как Твин Пикс и странное лицо гуманоида, вырезанное в марсианской породе. Действительно ли НАСА обнаружило однозначные признаки жизни на Марсе, которые они умышленно скрывают от общественности?                            |            |                                                                |                 |
| 70 | 6          | «Шаманы» «The Shamans»                                         | 28 февраля 2014 |
| На протяжении всей истории духовные лидеры, известные как шаманы исцеляли, защищали и давали советы своему народу. Но являются ли их действия просто замысловатыми обрядами? Или они действительно могут вступать в контакт с внеземными мирами? Монгольская армия разгромила своих врагов и построила огромную империю благодаря сильным шаманам, которые могли манипулировать погодой. Амазонские шаманы утверждают, что потусторонние существа научили их создавать сильнодействующий напиток, который позволяет им путешествовать за пределами Земли для получения знаний. И на пустынных равнинах Калахари бушмены практикуют сложные трансовые танцы, которые позволяют им разблокировать сверхъестественные способности для исцеления людей. Могут ли шаманы действительно общаться с существами из иных миров? Возможно ли, что с помощью этих духовных посредников, инопланетяне могли влиять на человечество в далёком прошлом? И может ли такая небесной связь продолжаться до сих пор?         |            |                                                                |                 |
| 71 | 7          | «Инопланетяне и насекомые» «Aliens and Insects»                | 7 марта 2014    |
| Земля является домом для 10 триллионов насекомых. В различных культурах по всему миру насекомых почитали, боялись и даже преклонялись как богам. Но могут ли эти странные существа, которые населяют Землю в течение сотен миллионов лет обеспечить связь с инопланетными существами? Возможно ли, что древним египтянам встречались инопланетные существа, которые имели вид насекомых? Являлась ли саранча с хвостом скорпиона, описанная в Книге Откровений, неким видом передового вооружения, которым владели внеземные существа? Могли ли люди-муравьи, которые появляются в греческой и индейской мифологии на самом деле быть «серыми» инопланетянами? Возможно ли, что существует связь между насекомыми и инопланетянами? Существуют ли насекомые, связанные с существами за пределами нашего мира, как предлагают некоторые сторонники теории палеоконтакта? И если да, то могут ли они иметь тайную цель, которую нам ещё предстоит открыть?                                                   |            |                                                                |                 |
| 72 | 8          | «Инопланетные селекционеры» «Alien Breeders»                   | 14 марта 2014   |
| Демоническое обольщения… гибридное потомство… и странные похищения. В культурах по всему миру имеются легенды об интимных встречах с существами из других миров. Но могут ли эти истории быть больше, чем просто мифологией? Научная деконструкция генома человека показала, что наше происхождение не такое, во что мы когда-то верили. Биологи установили, что древние люди спарились с несколькими другими видами разумных гоминидов. Неандертальцы, денисовцы и третий, пока ещё неопознанный вид, также могут быть присутствовать в нашей ДНК. Возможно ли, что легенды, охватывающие всех – от падших ангелов, древнегреческих богов, средневековых инкубов и суккубов до современных сексуальных контактов с пришельцами – описывают одно и то же? И если это так, является ли всё это частью большого тайного плана? Может ли изучение этих событий предоставить не только доказательства внеземных сексуальных вмешательств в далёком прошлом, но и раскрыть правду о происхождении человечества? |            |                                                                |                 |

### Сезон 8 (2014)
| № общий | № в сезоне | Название                                             | Дата премьеры   |
| --- | ---------- | ---------------------------------------------------- | --------------- |
| 73 | 1          | «Инопланетный транспорт» «Alien Transports»          | 13 июня 2014    |
| Этот эпизод является частью DVD «Древние пришельцы – Специальные выпуски – Сезон 1». |            |                                                      |                 |
| 74 | 2          | «Таинственные сооружения» «Mysterious Structures»    | 20 июня 2014    |
| Этот эпизод является частью DVD «Древние пришельцы – Специальные выпуски – Сезон 1». |            |                                                      |                 |
| 75 | 3          | «Таинственные устройства» «Mysterious Devices»       | 27 июня 2014    |
| Этот эпизод является частью DVD «Древние пришельцы – Специальные выпуски – Сезон 1». |            |                                                      |                 |
| 76 | 4          | «Faces of the Gods»                                  | 25 июля 2014    |
| Этот эпизод является частью DVD «Древние пришельцы – Специальные выпуски – Сезон 1». |            |                                                      |                 |
| 77 | 5          | «Рептилии» «The Reptilians»                          | 25 июля 2014    |
| Рептилоидный инопланетянин является непременным атрибутом научной фантастики, начиная от валусиан из рассказов Говарда Лавкрафта и заканчивая кардассианцами из Star Trek и телесериалом Visitors. Но могут ли древние мифы о рептилоидных существах быть доказательством того, что они являются нечто большим, чем просто созданиями поп-культуры? Легенды о змееподобных существах можно найти на каждом континенте. Библия, Коран и древние тексты, известные как кодексы Наг-Хаммади – в каждом из них есть описания рептилий, взаимодействующих с людьми. В Центральной и Южной Америке людей поклонялись пернатому богу-змею по имени Кулькукан, или Кетцалькоатль. В Индии Наги – это боги полурептилии, полулюди, которые живут под землёй в месте под названием Патала. В Китае и Японии многие императоры утверждали, что являются потомками драконов. Могут ли эти легенды представлять реальных рептилоидных существ, с которыми люди всего мира реально встречались в далёком прошлом? |            |                                                      |                 |
| 78 | 6          | «Эксперимент Теслы» «The Tesla Experiment»           | 1 августа 2014  |
| Он является одним из самых продуктивных изобретателей 20 века и человеком, который фактически электрифицировал мир. Никола Тесла повёл человечество к новой индустриальной эпохе и заложил основу для современной технологической революции. Но могло ли это быть неким инопланетным проектом? Этот человек был окутан тайнами и интригами. Тесла говорил о том, что проникал в суть вопроса во вспышках гениальности, он мог визуализировать свои изобретения во всех деталях и работал с ними в уме. Он также утверждал, что имеет непосредственную связь с разумными существами на других планетах. Возможно ли, что это была мнимая безумность учёного, значительно опередившего своё время, и на самом деле он был человеком-"приёмником", который перехватывал идеи для продвижения человечества и подготовил почву для будущей встречи с нашими инопланетными предками? |            |                                                      |                 |
| 79 | 7          | «Частица Бога» «The God Particle»                    | 8 августа 2014  |
| Её назвали ключом к Вселенной и, возможно, самым важным научным прорывом всех времён. Может ли так называемая «частица Бога» раскрыть правду о нашем происхождении? И возможно ли, что подсказки к пониманию её значимости были оставлены здесь, на Земле, тысячи лет тому назад внеземными существами? Извечный вопрос «Откуда мы пришли?» остаётся загадкой, но в 2012 году учёные лаборатории ЦЕРН объявили об открытии в «частицы Бога» – субатомной частицы, которая, как полагают, придаёт массу материи и даёт более чёткое понимание того, откуда началась Вселенная. Открытие, казалось бы, стравливает науку и религию. Но могут ли наука и религия в действительности быть единомышленниками? Многие древние религии и мифы описывают происхождение Вселенной, которые очень похожи на современные научные объяснения и утверждают, что информация эта была дана им внеземными существами.                                                                                               |            |                                                      |                 |
| 80 | 8          | «Встречи с инопланетянами» «Alien Encounters»        | 15 августа 2014 |
| Истории странных встреч сопровождают многие важнейшие события в истории. Является ли это простым совпадением? Или это может служить свидетельством внеземного вмешательства? В древних мифах различных культур всего мира описывается, что боги часто вмешивались в человеческие дела. Шумерские боги, как утверждают, сотворили людей. Евреи верят, что Бог дал первые законы – десять заповедей – Моисею, а Архангел Гавриил поделился божественной мудростью с пророком Мухаммедом. Но возможно ли, что эти сверхъестественные посещения на самом деле были не деятельностью богов, а расы инопланетян, которые использовали передовые технологии для создания и формирования нашей цивилизации? Согласно представлениям теоретиков палеоконтакта инопланетяне, возможно, помогали вести человечество в далёком прошлом и доказательства этого невероятного заключения можно найти на протяжении всей истории человечества.                                                                      |            |                                                      |                 |
| 81 | 9          | «Инопланетяне и супергерои» «Aliens and Superheroes» | 22 августа 2014 |
| С самого начала зарегистрированной истории люди рассказывали истории о существах со сверхчеловеческой силой, движущихся со сверхзвуковой скоростью и обладающих сверхъестественными способностями. В древности были героические рассказы о Зевсе, Торе и Ханумане, а сегодня мы имеем истории о других супергероях – Супермене, Бэтмене, и Человеке-пауке. Мифологи говорят, что эти эпические истории похожи друг на друга, потому что они происходят из общих устных преданий, созданных в прошлых эпохах нашими древнейшими предками. Но может ли существовать другая, внеземная причина того, что героические мифы мира настолько похожи? Возможно ли, как утверждают многие сторонники теории палеоконтакта, что эти истории на самом деле базируются на экстраординарных и, может быть, внеземных существах, которые жили на Земле в далёком прошлом? |            |                                                      |                 |

### Сезон 9 (2014–2015)
| № общий | № в сезоне | Название                                                   | Дата премьеры   |
| --- | ---------- | ---------------------------------------------------------- | --------------- |
| 82 | 1          | «Запретные пещеры» «Forbidden Caves»                       | 31 октября 2014 |
| Могут ли самые тёмные уголки нашей планеты содержать важную информацию, оставленную нашими древними предками? Можем ли мы в таинственных пещерах Земли найти доказательства потусторонних контактов? На всем протяжении человеческой истории некоторые пещеры считались священными и использовались для духовных встреч и просветления, в то время как другие вызывали страх, так как являли собой порталы в Чистилище. Что происходило в этих подземных пространствах, что могло влиять на религии по всему миру? Могут ли некоторые из самых глубоких пещер Земли иметь тайные каналы в божественные миры? В Чарма, Индия, археологи недавно обнаружили 10000-летний доисторический рисунок, на котором изображены инопланетные существа. Могут ли подобные рисунки являться доказательствами визуальных контактов с инопланетянами в далёком прошлом? И могут ли внутри кристаллов и минералов, которые покрывают стены пещеры, на самом деле храниться знания, как предполагают некоторые сторонники теории палеоконтакта? |            |                                                            |                 |
| 83 | 2          | «Тайны Сфинкса» «Mysteries of the Sphinx»                  | 7 ноября 2014   |
| 84 | 3          | «Инопланетяне среди нас» «Aliens Among Us»                 | 14 ноября 2014  |
| 85 | 4          | «Фактор гениальности» «The Genius Factor»                  | 21 ноября 2014  |
| Необъяснимые наукой случаи внезапного наступления гениальности — как, например, у американца Джейсона Пэджетта (Jason Padgett), после травмы мозга в 2002 году осязающего мир фрактальным, в виде геометрических фигур. |            |                                                            |                 |
| 86 | 5          | «Секреты мумий» «Secrets of the Mummies»                   | 28 ноября 2014  |
| 87 | 6          | «Воскрешения инопланетян» «Alien Resurrections»            | 5 декабря 2014  |
| 88 | 7          | «Послания инопланетян» «Alien Messages»                    | 19 декабря 2014 |
| 89 | 8          | «Великий Потоп» «The Great Flood»                          | 26 декабря 2014 |
| 90 | 9          | «Пришельцы и гражданская война» «Aliens and the Civil War» | 10 апреля 2015  |
| 91 | 10         | «Скрытые пирамиды» «Hidden Pyramids»                       | 17 апреля 2015  |
| 92 | 11         | «Исчезновения» «The Vanishings»                            | 24 апреля 2015  |
| 93 | 12         | «Пришельцы на повестке дня» «The Alien Agenda»             | 1 мая 2015      |

### Сезон 10 (2015)
| № общий | № в сезоне | Название                                          | Дата премьеры    |
| --- | ---------- | ------------------------------------------------- | ---------------- |
| 94 | 1          | «Прищельцы до нашей эры» «Aliens B.C.»            | 24 июля 2015     |
| Может ли быть, что много тысяч лет назад на Земле существовала высокоразвитая цивилизация? Возможно, в древних мифах о богах и героях есть изрядная доля правды?                                                            |            |                                                   |                  |
| 95 | 2          | «Секретные материалы НАСА» «NASA's Secret Agenda» | 31 июля 2015     |
| Возможно, конструктор ракетно-космической техники Вернер фон Браун имел доступ к тайным архивам нацистов. Или его гениальные конструкторские решения были подсказаны инопланетными технологиями?                            |            |                                                   |                  |
| 96 | 3          | «Пришельцы и роботы» «Aliens and Robots»          | 7 августа 2015   |
| Человекоподобные роботы уже достигают того уровня сложности, который раньше считался возможным только в научной фантастике. Но создание искусственного человека - это не только шаг в будущее. Но и взгляд в прошлое.       |            |                                                   |                  |
| 97 | 4          | «Тёмные силы» «Dark Forces»                       | 14 августа 2015  |
| Почти у каждого народа Земли есть легенды о противостоянии тёмных и светлых сил - сил сверхъестественных или потусторонних. Существуют ли эти силы на самом деле? А если да, то какова их природа?                          |            |                                                   |                  |
| 98 | 5          | «Внеземная эволюция» «The Alien Evolution»        | 21 августа 2015  |
| Согласно теории палеоконтакта, боги из мифов и легенд разных народов - на самом деле не боги, а инопланетяне, владевшие продвинутой технологией, которую наши предки не понимали и поэтому объявляли божественной.          |            |                                                   |                  |
| 99 | 6          | «Другая Земля» «The Other Earth»                  | 28 августа 2015  |
| Космический телескоп Кеплер был запущен в 2009 году. С его помощью учёные обнаружили тысячи планет, на которых возможна жизнь. Возможно, эти открытия наконец ответят на вопрос: одиноки ли мы во Вселенной?                |            |                                                   |                  |
| 100 | 7          | «Создания глубин» «Creatures of the Deep»         | 4 сентября 2015  |
| В августе 2014 русские космонавты, работавшие на МКС, обнаружили на иллюминаторах, чего никто не ожидал: живой морской планктон. Если морские существа могут жить в космосе, не живут ли в морях космические пришельцы?     |            |                                                   |                  |
| 101 | 8          | «Круги с неба» «Circles from the Sky»             | 18 сентября 2015 |
| По всему миру было обнаружено более 10 000 странных кругов на полях: более чем в 50 странах, почти во всех частях света. Эти явления часто сопровождаются природными аномалиями, странным свечением и даже активностью НЛО. |            |                                                   |                  |
| 102 | 9          | «Инопланетные войны» «The Alien Wars»             | 2 октября 2015   |
| Возможно, у военных США действительно существует секретная космическая программа? А если да, не готовятся ли они к космической войне с другими народами... или с другими планетами?                                         |            |                                                   |                  |
| 103 | 10         | «Запретные зоны» «The Forbidden Zones»            | 9 октября 2015   |
| Тысячи древних реликвий в Ираке и Сирии были намеренно уничтожены. В горах Тибета и джунглях Центральной Америки систематически уничтожались древние священные тексты. Возможно, за этим стоит некий заговор?               |            |                                                   |                  |

### Сезон 11 (2016)
| № общий | № в сезоне | Название                                                     | Дата премьеры   |
| --- | ---------- | ------------------------------------------------------------ | --------------- |
| 104 | 1          | «Пирамиды Антарктиды» «Pyramids of Antarctica»               | 6 мая 2016      |
| Что на самом деле срывается под снегом и льдом Антарктиды? Был ли этот обледенелый континент покрыт пышной растительностью и были ли там пирамиды, более древние, чем египетские? Действительно ли инопланетяне обитали в Антарктиде и возможно ли, что гости из другого мира скрываются там и сегодня? |            |                                                              |                 |
| 105 | 2          | «Пункт назначения: Марс» «Destination Mars»                  | 13 мая 2016     |
| Является ли колонизация Марса ключом к нашему выживанию, вот в чём вопрос? Если да, не сталкивались ли мы с этим в прошлом, и могли ли люди жить на Марсе тысячи лет назад? Возможно мы узнаем правду о наших внеземных предках только тогда, когда сами станем пришельцами на Марсе. |            |                                                              |                 |
| 106 | 3          | «Человечество: следующее поколение» «The Next Humans»        | 20 мая 2016     |
| Возможно ли, что пришельцы оставили нам инструменты, чтобы мы смогли превратить себя в трансгуманный вид - неограниченный ничем, способный свободно путешествовать среди звёзд, или же нанороботы, искусственный интеллект и цифровая революция сделают людей ненужными? Наша жизнь и наше существование зависят от этого выбора!                                                                             |            |                                                              |                 |
| 107 | 4          | «Новое свидетельство» «The New Evidence»                     | 27 мая 2016     |
| Выявит ли развитие новых технологий однозначные доказательства посещения Земли пришельцами, сведения, которые десятилетиями скрывают от нас? Хранятся ли такие доказательства за стенами гробниц, возможно в древних храмах или прямо у нас под ногами? |            |                                                              |                 |
| 108 | 5          | «Провидцы» «The Visionaries»                                 | 10 июня 2016    |
| Возможно ли, что великие провидцы, не осознавая этого, осуществляли некий предначертанный генеральный план, цель которого - подготовить человечество к окончательному близкому контакту? Если это так, означает ли это, что наше будущее уже предопределено или нам дают инструменты, чтобы мы сами сформировали своё будущее?                                                                                |            |                                                              |                 |
| 109 | 6          | «Разгадка тайны Космического яйца» «Decoding the Cosmic Egg» | 17 июня 2016    |
| Может ли космическое яйцо быть чем-то очень важным, что связывает нас с другими существами во Вселенной, существами которые могут быть даже нашими создателями? Если да, состоит ли их цель в том, чтобы мы больше узнали не только о тайнах Вселенной, но и о тайнах внутри каждого из нас и пришли к этому выводу?                                                                                          |            |                                                              |                 |
| 110 | 7          | «Хранители мудрости» «The Wisdom Keepers»                    | 24 июня 2016    |
| Возможно ли, что аборигены Австралии, хранители мудрости, обеспечивают нам прямую связь с нашими создателями и что в их священных традициях закодированы оставленные для человечества сообщения? Поскольку мы стоим на пороге нового уровня науки и сознания, мы возможно обнаружим, что истории древнейшей живой мировой культуры раскроют не только наши истинные корни, но и наше предназначение.          |            |                                                              |                 |
| 111 | 8          | «Таинственные Девять» «The Mysterious Nine»                  | 8 июля 2016     |
| Если девять внеземных существ действительно наблюдают за Землёй, то для того ли они здесь, чтобы помогать нам, как считают приверженцы теории палеоконтакта или у них более зловещие побуждения? Возможно ответ мы получим лишь тогда, когда они снова свяжутся с нами, и когда мы будем более готовы принять правду.                                                                                         |            |                                                              |                 |
| 112 | 9          | «Скрытая империя» «The Hidden Empire»                        | 15 июля 2016    |
| Возможно ли, что Китай строит крупнейший в мире радиотелескоп не в надежде найти доказательство внеземной жизни во Вселенной, а для того чтобы получить новые сообщения от инопланетян, посещавших Китай на протяжении тысяч лет? И могут ли истории о летающих драконах, жёлтых императорах и странных тайнах пирамид быть доказательством существования того что ищут сторонники теории палеоконтакта?      |            |                                                              |                 |
| 113 | 10         | «Прототипы» «The Prototypes»                                 | 22 июля 2016    |
| Возможно ли, что человечество результат внеземного эксперимента? Могли ли отдельные районы Земли служить лабораториями, до момента, когда для продолжения жизни был выбран один вид, и продолжаются ли генетические манипуляции и по сей день? Возможно скоро выяснится, что мы тоже экспериментальные существа, являющиеся последним звеном в цепи направленной эволюции и подготовленные к общему будущему. |            |                                                              |                 |
| 114 | 11         | «Космическая станция Луна» «Space Station Moon»              | 29 июля 2016    |
| Возможно ли, что астронавты Аполлона увидели на Луне больше, чем было сообщено публике? Есть ли там свидетельства колонизации Луны, или даже того, что она сама является искусственным объектом, и может быть мы поэтому не возвращаемся туда? Возможно предстоящие полёты на Луну, первые за четыре десятилетия, раскроют наконец всю правду об этом загадочном небесном теле.                               |            |                                                              |                 |
| 115 | 12         | «Секретные папки России» «Russia's Secret Files»             | 12 августа 2016 |
| Возможно ли, что окончательное доказательство того, что инопланетяне посещали Землю, находятся в России? Может ли такая информация намеренно утаиваться, если да, то могут ли наиболее убедительные свидетельства по прежнему храниться под замком? Возможно, чем больше секретных папок России будет открыто, тем больше мы найдём в огромных архивах сведений о нашем истинном, инопланетном.               |            |                                                              |                 |
| 116 | 13         | «За пределами Розуэлла» «Beyond Roswell»                     | 19 августа 2016 |
| Возможно ли, что Розуэлл и другие скрывавшиеся крушения были организованы инопланетянами, чтобы технологически продвинуть человечество? Занимались ли в тайне, мировые правительства, обратной разработкой неземных обломков, разбросанных по всему миру? Возможно человечеству пришло время стать космической цивилизацией, как это было и задумано нашими инопланетными предками.                           |            |                                                              |                 |
| 117 | 14         | «Возвращенные» «The Returned»                                | 26 августа 2016 |
| Возможно ли, что инопланетяне действительно прибывают на Землю, чтобы захватывать и исследовать людей? Если да, то каков их план - присоединиться к нам или заменить нас? Возможно конечный результат будет определяться тем, насколько мы готовы радушно принять их, и насколько мы в состоянии хорошо относиться друг к другу. Ясно одно, на чаше весов само существование человечества.                    |            |                                                              |                 |
| 118 | 15         | «Шива-Разрушитель» «Shiva the Destroyer»                     | 2 сентября 2016 |
| Верховый бог в пантеоне индуистских божеств - Шива-Разрушитель. Согласно мифу, он обладает сверхъестественными способностями и владеет невероятным оружием. Возможно, это был пришелец, принесший землянам передовые инопланетные технологии? |            |                                                              |                 |

### Сезон 12 (2017)
| № общий | № в сезоне | Название                                                              | Дата премьеры    |
| ------- | ---------- | --------------------------------------------------------------------- | ---------------- |
| 119     | 1          | «Охотники за пришельцами» «The Alien Hunters»                         | 28 апреля 2017   |
| 120     | 2          | «Выковано богами» «Forged by the Gods»                                | 5 мая 2017       |
| 121     | 3          | «Тайна поместья Рудлоу» «The Mystery of Rudloe Manor»                 | 12 мая 2017      |
| 122     | 4          | «Инопланетные архитекторы» «The Alien Architects»                     | 19 мая 2017      |
| 123     | 5          | «Проклятие фараонов» «The Pharaohs' Curse»                            | 26 мая 2017      |
| 124     | 6          | «Научные войны» «The Science Wars»                                    | 2 июня 2017      |
| 125     | 7          | «Город богов» «City of the Gods»                                      | 9 июня 2017      |
| 126     | 8          | «Инопланетная частота» «The Alien Frequency»                          | 16 июня 2017     |
| 127     | 9          | «Величественные Двенадцать» «The Majestic Twelve»                     | 7 июля 2017      |
| 128     | 10         | «Хроники Акаши» «The Akashic Record»                                  | 14 июля 2017     |
| 129     | 11         | «Голоса богов» «Voices of the Gods»                                   | 21 июля 2017     |
| 130     | 12         | «Животные на повестке дня» «The Animal Agenda»                        | 28 июля 2017     |
| 131     | 13         | «Репликанты» «The Replicants»                                         | 4 августа 2017   |
| 132     | 14         | «Космический корабль, сделанный из камня» «A Spaceship Made of Stone» | 11 августа 2017  |
| 133     | 15         | «Инопланетные диски» «The Alien Disks»                                | 8 сентября 2017  |
| 134     | 16         | «Возвращение в Гёбекли-Тепе» «Return to Göbekli Tepe»                 | 15 сентября 2017 |

### Сезон 13 (2018–2019)
| № общий | № в сезоне | Название                                               | Дата премьеры   |
| ------- | ---------- | ------------------------------------------------------ | --------------- |
| 135     | 1          | «Заговор НЛО» «The UFO Conspiracy»                     | 27 апреля 2018  |
| 136     | 2          | «Запретные коды да Винчи» «Da Vinci's Forbidden Codes» | 4 мая 2018      |
| 137     | 3          | «Протоколы пришельцев» «The Alien Protocols»           | 11 мая 2018     |
| 138     | 4          | «Чёрные дыры Земли» «Earth's Black Holes»              | 18 мая 2018     |
| 139     | 5          | «Коды пустыни» «The Desert Codes»                      | 25 мая 2018     |
| 140     | 6          | «Зона 52» «Area 52»                                    | 1 июня 2018     |
| 141     | 7          | «Земная станция Египет» «Earth Station Egypt»          | 20 июля 2018    |
| 142     | 8          | «Остров гигантов» «Island of the Giants»               | 27 июля 2018    |
| 143     | 9          | «Похищенные» «The Taken»                               | 3 августа 2018  |
| 144     | 10         | «Стражи» «The Sentinels»                               | 10 августа 2018 |
| 145     | 11         | «Россия рассекречена» «Russia Declassified»            | 17 августа 2018 |
| 146     | 12         | «Они пришли с неба» «They Came from the Sky»           | 24 августа 2018 |
| 147     | 13         | «Искусственный человек» «The Artificial Human»         | 31 августа 2018 |
| 148     | 14         | «Инопланетный феномен» «The Alien Phenomenon»          | 4 января 2019   |
| 149     | 15         | «Возвращение на Марс» «Return to Mars»                 | 7 января 2019   |

### Сезон 14 (2019)
| № общий | № в сезоне | Название                                                 | Дата премьеры   |
| ------- | ---------- | -------------------------------------------------------- | --------------- |
| 150     | 1          | «Возвращение в Антарктиду» «Return to Antarctica»        | 31 мая 2019     |
| 151     | 2          | «Хранитель бесплодной земли» «The Badland's Guardian»    | 7 июня 2019     |
| 152     | 3          | «Элемент 115» «Element 115»                              | 14 июня 2019    |
| 153     | 4          | «Звёздные боги Сириуса» «The Star Gods of Sirius»        | 21 июня 2019    |
| 154     | 5          | «Они пришли с моря» «They Came from the Sea»             | 28 июня 2019    |
| 155     | 6          | «Тайны майя» «Secrets of the Maya»                       | 5 июля 2019     |
| 156     | 7          | «Связь с друидами» «The Druid Connection»                | 19 июля 2019    |
| 157     | 8          | «Рептилоидная повестка дня» «The Reptilian Agenda»       | 26 июля 2019    |
| 158     | 9          | «Инопланетная инфекция» «The Alien Infection»            | 2 августа 2019  |
| 159     | 10         | «Проект «Гибрид»» «Project Hybrid»                       | 9 августа 2019  |
| 160     | 11         | «Межпространственные измерения» «The Trans-Dimensionals» | 16 августа 2019 |
| 161     | 12         | «Острова огня» «Islands of Fire»                         | 23 августа 2019 |
| 162     | 13         | «Код созвездия» «The Constellation Code»                 | 30 августа 2019 |
| 163     | 14         | «Ядерная повестка дня» «The Nuclear Agenda»              | 6 сентября 2019 |
| 164     | 15         | «Инопланетная гора» «The Alien Mountain»                 | 4 октября 2019  |
| 165     | 16         | «Инопланетный мозг» «The Alien Brain»                    | 11 октября 2019 |
| 166     | 17         | «Тайны Стоунхенджа» «The Secrets of Stonehenge»          | 18 октября 2019 |
| 167     | 18         | «Пища богов» «Food of the Gods»                          | 1 ноября 2019   |
| 168     | 19         | «Человеческие иероглифы» «Human Hieroglyphs»             | 8 ноября 2019   |
| 169     | 20         | «Штурм Зоны 51» «The Storming of Area 51»                | 15 ноября 2019  |
| 170     | 21         | «Обратный отсчёт до раскрытия» «Countdown to Disclosure» | 22 ноября 2019  |
| 171     | 22         | «Тайны экзопланет» «Secrets of the Exoplanets»           | 29 ноября 2019  |

### Сезон 15 (2020)
| № общий | № в сезоне | Название                                                     | Дата премьеры   |
| ------- | ---------- | ------------------------------------------------------------ | --------------- |
| 172     | 1          | «Тайна Нан-Мадола» «The Mystery of Nan Madol»                | 25 января 2020  |
| 173     | 2          | «Реликвии Розуэлла» «The Relics of Roswell»                  | 1 февраля 2020  |
| 174     | 3          | «Пункт назначения: Чили» «Destination Chile»                 | 8 февраля 2020  |
| 175     | 4          | «Настоящие Люди в чёрном» «The Real Men in Black»            | 15 февраля 2020 |
| 176     | 5          | «Тайна каменных великанов» «The Mystery of the Stone Giants» | 22 февраля 2020 |
| 177     | 6          | «Мир до начала времён» «The World Before Time»               | 29 февраля 2020 |
| 178     | 7          | «Они пришли с Плеяд» «They Came from the Pleiades»           | 7 марта 2020    |
| 179     | 8          | «Машина бессмертия» «The Immortality Machine»                | 14 марта 2020   |
| 180     | 9          | «Оборотни» «The Shapeshifters»                               | 21 марта 2020   |
| 181     | 10         | «Тайна ранчо Скинуокер» «The Mystery of Skinwalker Ranch»    | 28 марта 2020   |
| 182     | 11         | «Полное руководство по НЛО» «The Ultimate Guide to UFOs»     | 11 апреля 2020  |
| 183     | 12         | «Пришельцы и президенты» «Aliens and the Presidents»         | 18 апреля 2020  |

### Сезон 16 (2020–2021)
| № общий | № в сезоне | Название                                                                            | Дата премьеры   |
| ------- | ---------- | ----------------------------------------------------------------------------------- | --------------- |
| 184     | 1          | «Божественное число» «The Divine Number»                                            | 13 ноября 2020  |
| 185     | 2          | «Затерянное королевство» «The Lost Kingdom»                                         | 20 ноября 2020  |
| 186     | 3          | «Галактическая замочная скважина» «The Galactic Keyhole»                            | 4 декабря 2020  |
| 187     | 4          | «Гиганты Средиземноморья» «Giants of the Mediterranean»                             | 11 декабря 2020 |
| 188     | 5          | «Запретная Библия» «The Forbidden Bible»                                            | 18 декабря 2020 |
| 189     | 6          | «Уильям Шатнер встречает древних пришельцев» «William Shatner Meets Ancient Aliens» | 12 февраля 2021 |
| 190     | 7          | «Невозможные артефакты» «Impossible Artifacts»                                      | 19 февраля 2021 |
| 191     | 8          | «Космические путешественники» «The Space Travellers»                                | 26 февраля 2021 |
| 192     | 9          | «Первооткрыватели НЛО» «The UFO Pioneers»                                           | 5 марта 2021    |
| 193     | 10         | «Гармонический код» «The Harmonic Code»                                             | 12 марта 2021   |

### Сезон 17 (2021)
| № общий | № в сезоне | Название                                                          | Дата премьеры    |
| ------- | ---------- | ----------------------------------------------------------------- | ---------------- |
| 194     | 1          | «Затерянный город Перу» «The Lost City of Peru»                   | 6 августа 2021   |
| 195     | 2          | «Десять самых загадочных мест» «Top Ten Mysterious Sites»         | 13 августа 2021  |
| 196     | 3          | «Десять лучших сокрытий пришельцев» «Top Ten Alien Cover-Ups»     | 20 августа 2021  |
| 197     | 4          | «Тайна горы Шаста» «The Mystery of Mount Shasta»                  | 17 сентября 2021 |
| 198     | 5          | «Человеческий эксперимент» «The Human Experiment»                 | 24 сентября 2021 |
| 199     | 6          | «Десять лучших встреч с пришельцами» «Top Ten Alien Encounters»   | 1 октября 2021   |
| 200     | 7          | «Десять лучших инопланетных артефактов» «Top Ten Alien Artifacts» | 8 октября 2021   |

### Сезон 18 (2022)
| № общий | № в сезоне | Название | Дата премьеры    |
| ------- | ---------- | --- | ---------------- |
| 201     | 1          | «Раскрытие информации» «The Disclosure Event»                                                                             | 7 января 2022    |
| 202     | 2          | «Тайна стоячих камней» «Mystery of the Standing Stones»                                                                   | 14 января 2022   |
| 203     | 3          | «Под священными храмами» «Beneath the Sacred Temples»                                                                     | 21 января 2022   |
| 204     | 4          | «Мир начеку» «The World on Alert»                                                                                         | 28 января 2022   |
| 205     | 5          | «Обретение Ковчега Завета» «Recovering the Ark of the Covenant»                                                           | 11 февраля 2022  |
| 206     | 6          | «Тайны звёздных предков» «Secrets of the Star Ancestors»                                                                  | 18 февраля 2022  |
| 207     | 7          | «Воздушные силы пришельцев» «Alien Air Force»                                                                             | 25 февраля 2022  |
| 208     | 8          | «Теневые люди» «The Shadow People»                                                                                        | 4 марта 2022     |
| 209     | 9          | «Расшифровка драконьих богов» «Decoding the Dragon Gods»                                                                  | 11 марта 2022    |
| 210     | 10         | «Повелители времени» «The Time Benders»                                                                                   | 18 марта 2022    |
| 211     | 11         | «Присутствие древних пришельцев: Невероятные сооружения» «Ancient Aliens on Location: Incredible Structures»              | 8 июля 2022      |
| 212     | 12         | «Присутствие древних пришельцев: Необыкновенные встречи» «Ancient Aliens on Location: Extraordinary Encounters»           | 15 июля 2022     |
| 213     | 13         | «Присутствие древних пришельцев: Расшифровка инопланетных глифов» «Ancient Aliens on Location: Decoding the Alien Glyphs» | 22 июля 2022     |
| 214     | 14         | «Присутствие древних пришельцев: Исследования НЛО» «Ancient Aliens on Location: The UFO Investigations»                   | 29 июля 2022     |
| 215     | 15         | «Присутствие древних пришельцев: Таинственные артефакты» «Ancient Aliens on Location: Mysterious Artifacts»               | 5 августа 2022   |
| 216     | 16         | «Присутствие древних пришельцев: Доказательства инопланетной жизни» «Ancient Aliens on Location: Evidence of Alien Life»  | 12 августа 2022  |
| 217     | 17         | «Сияющие» «The Shining Ones»                                                                                              | 19 августа 2022  |
| 218     | 18         | «Путешествие к бессмертию» «Journey to Immortality»                                                                       | 26 августа 2022  |
| 219     | 19         | «Тайны Внутренней Земли» «Secrets of Inner Earth»                                                                         | 9 сентября 2022  |
| 220     | 20         | «Возвращение египетских богов» «Return of the Egyptian Gods»                                                              | 16 сентября 2022 |

### Сезон 19 (2023)
| № общий | № в сезоне | Название                                                          | Дата премьеры   |
| ------- | ---------- | ----------------------------------------------------------------- | --------------- |
| 221     | 1          | «Подключение к точкам доступа» «The Hotspots Connection»          | 6 января 2023   |
| 222     | 2          | «Код кругов на полях» «The Crop Circle Code»                      | 13 января 2023  |
| 223     | 3          | «Тайна затерянной цивилизации» «Mystery of the Lost Civilization» | 20 января 2023  |
| 224     | 4          | «Сила обелисков» «The Power of the Obelisks»                      | 3 февраля 2023  |
| 225     | 5          | TBA                                                               | 10 февраля 2023 |
| 226     | 6          | TBA                                                               | 17 февраля 2023 |
| 227     | 7          | TBA                                                               | 24 февраля 2023 |